# Livgarden til Hest
Livgarden til Hest blev oprettet af Frederik 3. i januar 1661. Ud over at fungere som kongens beredne vagt, var det også et kyrassérregiment, der indgik i hæren. Den kongelige Livgarde til Hest blev opløst 31. maj 1866.

## Navnet
Regimentet har gennem historien haft forskellige officielle navne. Regimentet blev oprettet under navnet Livgarden til Hest. Det hed 1763 - 1765 Den Kongelige Livgarde til Fods og Hest, 1765 - 1767 Den Kongelige Livgarde til Hest, 1767 Den Kongelige Livgarde til Fods og Hest, 1767 - 1843 Den Kongelige Livgarde til Hest, 1843 - 1854 Den Kongelige Garde til Hest og 1854 - 1866 Den Kongelige Livgarde til Hest. Uofficielle navne:  Hestgarden og Livgardeeskadronen.

## Historie

### Oprettelsen
Efter afslutningen af krigene mod Sverige i 1660 var det nødvendigt at reducere den danske hær. For at fastholde den store mængde dygtige officerer og befalingsmænd og den viden og de færdigheder, de besad, blev det besluttet at oprette et nyt garderegiment. Regimentet blev Livgarden til Hest. Det var meningen at regimentet, sammen med husarregimentet, skulle tjene som livvagt for kongen, men også som en mulig grundsten for oprettelsen af nye enheder, såfremt Danmark igen skulle komme i krig. Mange officerer og befalingsmænd blev degraderet i denne forbindelse.
Underofficerer og befalingsmænd fra Livgarden til Hest blev under Skånske Krig overført til andre regimenter og blev igen tillagt højere rang.

### Indsættelser
Regimentet har været indsat i følgende krige / operationer 
- 1675 - 1679 Skånske krig
- 1682 - 1684 Indlemmelsen og besættelsen af Gottorpske dele af Slesvig
- 1709 - 1720 Store Nordiske Krig
- 1807 - 1814 Napoleonskrigene (København)
- 1848 - 1850 1. Slesvigske Krig

### Organisation
- Januar 1661 - Et kompagni - 200 mand
- Juni 1675 - Stab og seks kompagnier - 369 mand
- December 1679 - Stab og fire kompagnier - 409 mand
- 3. april 1683 - Stab og seks kompagnier - 604 mand
- 20. august 1714 - Stab og otte kompagnier - 674 mand
- 16. oktober 1763 - Stab og fem eskadroner - 337 mand
- 7. december 1763 - Reduceret til to eskadroner og sammenlagt med Livgarden til fods - 163 mand
- 13. februar 1765 - Udskilt af Livgarden til fods, to eskadroner - 163 mand
- 1. april 1767 - Sammenlagt med Livgarden til fods, to eskadroner - 163 mand
- 10. december 1767 - Udskilt af Livgarden til fods, to eskadroner - 163 mand
- 22. maj 1771 - Den kongelige Livgarde til Hest opløst.
- 27. maj 1772 - Den kongelige Livgarde til Hest genoprettet, stab og to eskadroner - 161 mand
- 1. juli 1842 - Reduceret til en eskadron og sammenlagt med Husarregimentet i Gardehusardivisionen - 145 mand
- 15. marts 1854 - Udskilt af Gardehusardivisionen, der samtidig blev nedlagt, en eskadron - 145 mand
- 31. maj 1866 - Den kongelige Livgarde til Hest opløst. Hovedparten af personellet og materiellet overført til Gardehusarregimentet.